# Cikondang (Ganeas)
Cikondang is een bestuurslaag in het regentschap Sumedang van de provincie West-Java, Indonesië. Cikondang telt 3892 inwoners (volkstelling 2010).